# Liga Grega de Basquetebol de 2024-25
A Liga Grega de Basquetebol de 2024-25 foi a 85ª edição da máxima competição grega de basquetebol masculino, sendo a 32ª edição organizada pela Associação Helênica de Clubes (em grego:  Ελληνικός Σύνδεσμος Ανωνύμων Καλαθοσφαιρικών Εταιρειών, ΕΣΑΚΕ). A equipe do Panathinaikos AKTOR defende o título grego, pois na temporada anterior e alcançou seu 40º título grego.
A temporada ficou marcada novamente pela intensa disputa dos "Eternos Rivais", onde o Olympiacos venceu a Liga, enquanto o Panathinaikos venceu a Copa da Grécia. Durante as finais da liga, após o jogo 2, a decisão do campeão, chegou a ser suspenso diante de atos de flagrante falta de fair play e discussões entre dirigentes de ambos os clubes. (vide:Final)
Nas competições internacionais, novamente Panathinaikos e Olympiacos alcançaram o Final Four da Euroliga e o confronto entre eles se deu na melancólica decisão de terceiro lugar, vencido por Olympiacos e nos bastidores ventilou-se cancelar as próximas decisões de terceiro lugar. Na EuroCopa, o Aris Salônica, único representante helênico não foi bem, amargando a lanterna do Grupo B. Destaques também foram para PAOK que foi o finalista vencido contra o Bilbao Basket na Copa Europeia da FIBA e ao AEK Atenas conquistando a medalha de bronze na Liga dos Campeões. (vide:Clubes gregos em competições internacionais)

## Equipes participantes
| Equipe               | Localização     | Arena                       | Capacidade |
| -------------------- | --------------- | --------------------------- | ---------- |
| AEK Atenas           | Atenas          | Sunel Arena                 | 9 030      |
| Aris Salônica        | Salonica        | Nick Galis Hall             | 5 138      |
| Karditsas Iaponiki   | Carditsa        | Arena Giannis Bourousis     | 3.007      |
| Kolossos H Hotels    | Rodes           | Venetoklio Indoor Hall      | 1.242      |
| Lavrio DHI           | Lavrio          | Lavrio Indoor Hall          | 1.700      |
| Marousi              | Marusi (Atenas) | Ginásio de Marousi          | 1 350      |
| Olympiacos Pireu     | Pireu           | Estádio da Paz e da Amizade | 11.640     |
| Panathinaikos AKTOR  | Atenas          | OAKA/Altion Arena           | 18 310     |
| Panionios Viva Juice | Atenas          | Nea Smyrni Indoor Hall      | 1 844      |
| PAOK mateco          | Salonica        | Paok Sports Arena           | 8.162      |
| Peristeri Bwin       | Peristeri       | Arena Peristeri             | 4.000      |
| Promitheas Patras    | Patras          | Dimitris Tofalos Arena      | 4.150      |

## Formato de Competição
Disputa-se Temporada Regular com as equipes enfrentando-se em casa e fora de casa, apurando os oito melhores que se classificam para os playoffs disputando cruzamento entre 1ª x 8º, 4º e 5º, 2º x 7º e 3º x 6º.

## Temporada regular

### Tabela de classificação
| Pos. | Clube                        | P  | J  | V-D     | Casa   | Fora   | P+ -P-      | SP   | Classificação |
| ---- | ---------------------------- | -- | -- | ------- | ------ | ------ | ----------- | ---- | ------------- |
| 1    | Panathinaikos AKTOR          | 44 | 22 | 22 - 0  | 11 - 0 | 11 - 0 | 2065 - 1675 | 390  | Playoffs      |
| 2    | Olympiacos                   | 42 | 22 | 20 - 2  | 10 - 1 | 10 - 1 | 1965 - 1617 | 348  | Playoffs      |
| 3    | AEK Betsson BC               | 36 | 22 | 14 - 8  | 9 - 2  | 5 - 6  | 1871 - 1781 | 90   | Playoffs      |
| 4    | Promitheas Patras Bikos Cola | 33 | 22 | 11 - 11 | 7 - 4  | 4 - 7  | 1790 - 1815 | -25  | Playoffs      |
| 5    | Karditsas Iaponiki           | 33 | 22 | 11 - 11 | 7 - 4  | 4 - 7  | 1683 - 1725 | -42  | Playoffs      |
| 6    | PAOK Mateco                  | 32 | 22 | 10 - 12 | 7 - 4  | 3 - 8  | 1738 - 1810 | -72  | Playoffs      |
| 7    | Panionios VIVA JUICES        | 31 | 22 | 9 - 13  | 7 - 4  | 2 - 9  | 1696 - 1739 | -43  | Playins       |
| 8    | Aris Midea                   | 31 | 22 | 9 - 13  | 6 - 5  | 3 - 8  | 1699 - 1839 | -140 | Playins       |
| 9    | Peristeri Domino's           | 30 | 22 | 8 - 14  | 5 - 6  | 3 - 8  | 1677 - 1810 | -133 | Playins       |
| 10   | Lavrio DHI                   | 29 | 22 | 7 - 15  | 4 - 7  | 3 - 8  | 1759 - 1873 | -114 | Playins       |
| 11   | Kolossos H Hoteis            | 28 | 22 | 6 - 16  | 5 - 6  | 1 - 10 | 1720 - 1798 | -78  |               |
| 12   | Marousi                      | 27 | 22 | 5 - 17  | 2 - 9  | 3 - 8  | 1705 - 1886 | -76  |               |

### Calendário Temporada Regular
Resultados extraídos de esake.gr., podendo ser conferidos em eurobasket.com/Greece.
| Casa\Visitante    | AEK   | ARI    | KAR   | KOL   | LAV    | MAR    | OLY    | PTK    | PAN    | PAO    | PER    | PAT    |
| ----------------- | ----- | ------ | ----- | ----- | ------ | ------ | ------ | ------ | ------ | ------ | ------ | ------ |
| AEK Atenas        |       | 102:89 | 96:65 | 86:75 | 97:86  | 104:83 | 77:96  | 80:103 | 75:71  | 91:68  | 96:67  | 91:71  |
| Aris Salônica     | 59:70 |        | 69:96 | 83:74 | 82:65  | 72:74  | 77:88  | 73:83  | 80:72  | 88:82  | 77:71  | 86:75  |
| Karditsas         | 85:83 | 76:82  |       | 98:73 | 87:70  | 80:67  | 61:77  | 66:80  | 72:63  | 81:84  | 89:83  | 70:64  |
| Kolossos          | 85:86 | 84:85  | 72:52 |       | 83:100 | 96:57  | 73:88  | 84:91  | 83:67  | 84:83  | 78:80  | 89:85  |
| Lavrio            | 79:90 | 93:84  | 82:89 | 74:82 |        | 94:92  | 75:93  | 68:85  | 84:80  | 96:71  | 64:69  | 78:92  |
| Maroussi          | 81:83 | 73:78  | 71:85 | 70:67 | 80:84  |        | 88:104 | 95:102 | 65:64  | 80:81  | 73:79  | 80:84  |
| Olympiacos Pireu  | 89:70 | 102:72 | 93:72 | 95:76 | 87:77  | 106:94 |        | 71:78  | 95:64  | 86:60  | 84:78  | 106:66 |
| Panathinaikos     | 94:74 | 126:74 | 96:72 | 94:82 | 98:70  | 100:74 | 78:72  |        | 97:66  | 100:81 | 104:68 | 92:67  |
| Panionios         | 75:80 | 79:62  | 82:69 | 67:65 | 86:80  | 86:62  | 78:84  | 83:85  |        | 73:62  | 83:73  | 93:101 |
| PAOK              | 87:82 | 75:63  | 71:61 | 94:70 | 69:74  | 93:84  | 60:90  | 93:96  | 98:105 |        | 84:74  | 86:73  |
| Peristeri         | 89:82 | 73:68  | 71:78 | 85:81 | 84:82  | 81:86  | 69:82  | 84:99  | 82:72  | 72:80  |        | 75:82  |
| Promitheas Patras | 84:76 | 106:96 | 96:79 | 78:64 | 93:84  | 63:76  | 74:77  | 78:84  | 85:87  | 87:76  | 86:70  |        |

## Play-out
| Pos | Clube             | J  | V  | D  | P+   | P-   | Pts | Classificação |     | C/V   | ARI   | KOL    | LAV     | MAR |
| --- | ----------------- | -- | -- | -- | ---- | ---- | --- | ------------- | --- | ----- | ----- | ------ | ------- | --- |
| 1   | Aris Midea        | 28 | 13 | 15 | 2232 | 2359 | 41  |               | ARI |       | 84-86 | 79-61  | 114-109 |     |
| 2   | Kolossos H Hoteis | 28 | 10 | 18 | 2280 | 2289 | 38  |               | KOL | 98-99 |       | 120-80 | 99-74   |     |
| 3   | Marousi           | 28 | 9  | 19 | 2244 | 2407 | 37  |               | LAV | 75-89 | 74-83 |        | 81-95   |     |
| 4   | Lavrio DHI        | 28 | 7  | 21 | 2215 | 2429 | 35  | Rebaixado     | MAR | 91-68 | 80-74 | 90-85  |         |     |

### Rebaixamento
- Lavrio DHI- Após temporada regular (Quando terminou em 10º lugar, disputando uma vaga nos playoffs) e ficar em 4º lugar nos Playouts com a pior campanha entre as dez equipes, por fim foi rebaixado para a segunda divisão.[13]

## Playoffs

#### Play-ins
| Equipe 1              | Placar  | Equipe 2   |
| --------------------- | ------- | ---------- |
| Panionios VIVA JUICES | 92 - 78 | Aris Midea |
| Peristeri Domino's    | 90 - 77 | Lavrio DHI |

| Equipe 1   | Placar  | Equipe 2           |
| ---------- | ------- | ------------------ |
| Aris Midea | 78 - 83 | Peristeri Domino's |

#### Quartas de final
| Time 1                       | Série | Time 2                | 1º Jogo  | 2º Jogo | 3º Jogo |
| ---------------------------- | ----- | --------------------- | -------- | ------- | ------- |
| Panathinaikos AKTOR          | 2 - 0 | Peristeri Domino's    | 88 - 68  | 97 - 82 | -       |
| Promitheas Patras Bikos Cola | 2 - 1 | Karditsas Iaponiki    | 80 - 76  | 74 - 75 | 85 - 65 |
| Olympiacos                   | 2 - 0 | Panionios VIVA JUICES | 106 - 67 | 91 - 85 | -       |
| AEK Betsson BC               | 2 - 1 | PAOK Mateco           | 89 - 76  | 69 - 94 | 89 - 85 |

#### Semifinal
| Time 1              | Série | Time 2                       | 1º Jogo  | 2º Jogo | 3º Jogo |
| ------------------- | ----- | ---------------------------- | -------- | ------- | ------- |
| Panathinaikos AKTOR | 2 - 0 | Promitheas Patras Bikos Cola | 101 - 69 | 97 - 59 |         |
| Olympiacos          | 2 - 0 | AEK Betsson BC               | 87 - 85  | 90 - 64 |         |

#### Decisão de terceiro lugar
| Time 1         | Placar  | Time 2                       |
| -------------- | ------- | ---------------------------- |
| AEK Betsson BC | 91 - 67 | Promitheas Patras Bikos Cola |

#### Final
| Time 1              | Série | Time 2     | 1º Jogo | 2º Jogo | 3º Jogo | 4º Jogo | 5º Jogo |
| ------------------- | ----- | ---------- | ------- | ------- | ------- | ------- | ------- |
| Panathinaikos AKTOR | 1 - 3 | Olympiacos | 80 - 68 | 83 - 91 | 88 - 99 | 71 - 85 | -       |

- Após o jogo 2, o governo grego através do Ministro da Educação, Religião e Esportes, Yiannis Vroutsis, decidiu adiar o restante da decisão final.[14] Durante o jogo 2 no Estádio da Paz e da Amizade, o Olympiacos venceu, porém houveram cenas lamentáveis entre os participantes.[4]
- Após reuniões separadas dos representantes de Olympiacos e Panathinaikos com o Ministro Yiannis Vroutsis, chegaram a um acordo para a finalização da disputa retornando para o dia 6 de junho de 2025[15]

### Premiação
| Stoiximan GBL 2024-25 |
| --------------------- |
| Olympiacos 15º Título |

## Clubes gregos em competições internacionais
| Clube         | Competição        | TR | TR | PO | PO | PO | Resultado                                                                                            |
| Clube         | Competição        | V  | D  | V  | E  | D  | Resultado                                                                                            |
| ------------- | ----------------- | -- | -- | -- | -- | -- | --- |
| Panathinaikos | EuroLiga          | 22 | 12 | -  | -  | -  | Classificado - como 3º colocado na temporada regular                                                 |
| Panathinaikos | EuroLiga          | -  | -  | 3  | -  | 2  | Classificado - vencendo Anadolu Efes nos Playoffs (87-83, 76-79, 81-77, 82-85, 75-67)                |
| Panathinaikos | EuroLiga          | -  | -  | 0  | -  | 1  | Eliminado - derrotado por Fenerbahçe BEKO Istanbul nas semifinais do Final Four (76-82)              |
| Panathinaikos | EuroLiga          | -  | -  | 0  | -  | 1  | Quarto colocado - derrotado por Olympiacos Piraeus na decisão de terceiro lugar (93-97)              |
| Olympiacos    | EuroLiga          | 24 | 10 | -  | -  | -  | Classificado - como 1º colocado na temporada regular                                                 |
| Olympiacos    | EuroLiga          | -  | -  | 3  | -  | 1  | Classificado - vencendo Real Madrid no Playoffs (84-72, 77-71, 72-80 , 86-84)                        |
| Olympiacos    | EuroLiga          | -  | -  | 0  | -  | 1  | Eliminado - derrotado por AS Monaco nas semifinais do Final Four (68-78)                             |
| Olympiacos    | EuroLiga          | -  | -  | 1  | -  | 0  | Medalha de Bronze - vencendo Panathinaikos AKTOR na decisão de terceiro lugar (97-93)                |
| Aris Salônica | EuroCopa          | 3  | 15 | -  | -  | -  | Eliminado - como 10º colocado no Grupo B da Temporada Regular                                        |
| Promitheas    | Liga dos Campeões | 2  | 4  | -  | -  | -  | Classificado - como 1º colocado no Gr. D da Temporada Regular                                        |
| Promitheas    | Liga dos Campeões | -  | -  | 2  | -  | 0  | Classificado - vencendo Karşıyaka (81-77, 84-68)                                                     |
| Promitheas    | Liga dos Campeões |    |    |    | -  |    | Eliminado - como 4º colocado no Gr. I da Ronda dos 16                                                |
| Peristeri     | Liga dos Campeões |    |    |    | -  |    | Classificado - como 1º colocado no Gr. H da Temporada Regular                                        |
| Peristeri     | Liga dos Campeões | -  | -  | 0  | -  | 2  | Eliminado - derrotado por Bertram Derthona Basket (59-69, 65-73)                                     |
| PAOK Mateco   | Liga dos Campeões | -  | -  | 1  | -  | 1  | Eliminado - na fase classificatória para Petkim (79-69)                                              |
| AEK           | Liga dos Campeões | 4  | 2  | -  | -  | -  | Classificado - como 1º colocado no Gr. E da Temporada Regular                                        |
| AEK           | Liga dos Campeões | 5  | 1  | -  | -  | -  | Classificado - como 1º colocado no Gr. E da Ronda dos 16                                             |
| AEK           | Liga dos Campeões | -  | -  | 2  | -  | 1  | Classificado - vencendo Nanterre 92 (76-69, 70-82, 104-69)                                           |
| AEK           | Liga dos Campeões | -  | -  |    | -  |    | Eliminado - derrotado por Unicaja Malaga nas semifinais do Final Four (65-71)                        |
| AEK           | Liga dos Campeões | -  | -  | 1  | -  | 0  | Medalha de Bronze - derrotando La Laguna Tenerife na decisão do terceiro lugar no Final Four (77-73) |
| Kolossos      | Liga dos Campeões | 0  | 6  | -  | -  | -  | Eliminado - como 4º colocado no Gr. C da Temporada Regular                                           |
| Marousi       | Copa Europeia     | -  | -  | 2  | -  | 0  | Classificado - vencendo Peja (98-75, 106-81 +48 pontos) nas classificatórias                         |
| Marousi       | Copa Europeia     | 4  | 2  | -  | -  | -  | Classificado - como 2º colocado no Gr.G da temporada regular                                         |
| Marousi       | Copa Europeia     | 2  | 4  | -  | -  | -  | Eliminado - como 4º colocado no Gr. K da segunda fase                                                |
| PAOK Mateco   | Copa Europeia     | 5  | 1  | -  | -  | -  | Classificado - como 2º colocado no Gr.I da temporada regular                                         |
| PAOK Mateco   | Copa Europeia     | 4  | 2  | -  | -  | -  | Classificado - como 1º colocado no Gr.M da temporada regular                                         |
| PAOK Mateco   | Copa Europeia     | -  | -  | 1  | 1  | 0  | Classificado - vencendo Fribourg Olympic nas quartas de finais (62-62, 82-76 +6 pontos)              |
| PAOK Mateco   | Copa Europeia     | -  | -  | 1  | -  | 1  | Classificado - vencendo Cholet Basket nas semifinais (88-89, 90-88 +1 ponto)                         |
| PAOK Mateco   | Copa Europeia     | -  | -  | 1  | -  | 1  | Finalista - derrotado por Bilbao Basket nas finais (65-72, 84-82 -5 pontos)                          |